# Wilhelm XII. (Auvergne)
Wilhelm XII. (Guillaume XII.), nach anderer Zählung der XI. oder XIII. des Namens († 6. August 1332 in Vic-le-Comte) war Graf von Auvergne und Boulogne. Er war der einzige Sohn des Grafen Robert VII. aus dessen Ehe mit Blanche von Clermont. 1325 trat er die Nachfolge seines Vaters an.
Im gleichen Jahr heiratete er Margarete von Évreux († 1350) Tochter von Ludwig, Graf von Évreux, und damit Nichte des Königs Philipp IV. Das Paar hatte zwei Kinder:
- Robert, † jung
- Johanna I. (Jeanne I.), * 1326, † 1360, ⚭I 1338 Philipp von Burgund, genannt Philippe Monsieur, Erbherzog von Burgund, † 1346; ⚭ II 1350 Johann der Gute, König von Frankreich, † 1364

Darüber hinaus hatte er einen unehelichen Sohn von einer unbekannten Frau, der 1321 als Baudrin I. d’Auvergne, Herr von Sarlant, bezeugt ist.
Wilhelm XII. war der erste Graf oder Vizegraf von Auvergne aus seiner Familie, also seit etwa 500 Jahren, der bei seinem Tod keine ehelichen Söhne hatte. Vor den Halbbrüdern aus der zweiten Ehe seines Vaters erbte daher seine Tochter Johanna die Auvergne und Boulogne. Erst als Johanna selbst bei ihrem Tod keine Nachkommen hatte, wurden Titel und Land an Wilhelms Halbbrüder vererbt, wobei der zweitälteste, Graf Johann von Montfort, die Herrschaft übernahm, während der älteste, Guy de Boulogne, der ehemalige Erzbischof von Lyon und derzeitige Kardinal, nicht zur Verfügung stand.
| Personendaten    | Personendaten                              |
| ---------------- | ------------------------------------------ |
| NAME             | Wilhelm XII.                               |
| ALTERNATIVNAMEN  | Guillaume XII.; Wilhelm XI.; Wilhelm XIII. |
| KURZBESCHREIBUNG | Graf von Auvergne und Graf von Boulogne    |
| GEBURTSDATUM     | 14. Jahrhundert                            |
| STERBEDATUM      | 6. August 1332                             |
| STERBEORT        | Vic-le-Comte                               |